# Бюджет участі
Бюджет участі, також Громадський бюджет, Партисипативний бюджет чи Партиципаторний бюджет,  — демократичний процес дискусії та прийняття рішень, в якому кожен мешканець населеного пункту має змогу впливати на що витрачати  муніципальний бюджет. В Україні почав набирати обертів із реформою Децентралізації.

## Історія
Вперше повний процес творення партисипативного бюджету відбувся у місті Порту-Алегрі (Бразилія) 1989 року. Це щорічний процес дискусії та ухвалення рішень, у якому тисячі мешканців міста вирішують, як видавати частину міського бюджету. У процесі загальнодоступних сусідських, районних і загальноміських зібрань громадяни й обрані бюджетні делегати голосують за те, які пріоритетні потреби профінансувати додатково і на якому рівні. На першому етапі сусіди обирають дільничних і «тематичних» делегатів, які потім на неофіційних зустрічах ухвалюють рішення про пріоритетні інвестиції, надаючи їм визначене число пунктів — чим більше, тим важливіша інвестиція. У другому раунді беруть спільну участь дільничні і «тематичні» збори, які вибирають депутатів до Ради партисипативного бюджету.

## Бюджет участі в Україні
В Україні вперше бюджет участі було впроваджено в 2015 році в трьох містах: Чернігові, Черкасах та Полтаві. Станом на 2018 ПБ діє у більш ніж 85 містах, зокрема в усіх обласних центрах, крім Херсона.  Загальний розмір громадського бюджету в усіх українських містах, за весь час його проведення, становить близько 700 млн грн. Найбільший громадський бюджет у м. Київ - 150 млн грн.
У 2016 році українська технологічна громадська організація SocialBoost створила онлайн-платформу «Громадський проект», що допомагає українським містам автоматизувати процес партиципаторного бюджету. «Громадський проект» існує в рамках проєкту USAID. SocialBoost є технічним партнером й відповідає за розробку та інтеграцію інформаційних систем з автоматизації процесу в 46 містах України . Серед них Київ, Львів, Дніпро, Суми, Тернопіль, Краматорськ.

### Громадський бюджет в малих містах
Місто Самбір — 35 тис. населення з бюджетом понад 3 млн грн. — отримало можливість використання досвіду польського міста Ряшів у створенні бюджету участі. «Самбірчани мають голос — пілотне впровадження партиципаторного бюджету» — це проєкт, який реалізується Самбірською Агенцією розвитку та Євроінтеграції, міською радою м. Самбора, Асоціацією інновацій та трансферу технологій «Горизонти» Республіка Польща  та  Фондом Міжнародної Солідарності Польсько-Канадської Програми Підтримки Демократії.
Проводиться конкурс проєктів [Архівовано 21 листопада 2019 у Wayback Machine.] міста Самбір на он-лайн платформі "Бюджет участі [Архівовано 23 листопада 2019 у Wayback Machine.]", яка створена громадською організацією "Платформа Громадський Контроль [Архівовано 15 листопада 2019 у Wayback Machine.]" у співпраці з V-Jet [Архівовано 17 листопада 2019 у Wayback Machine.].

## Критика
Критики цієї форми демократії вказують, що не існує законодавства, яке зобов'язувало б уряди й органи самоврядування дослухатися до волі мешканців. Зазначається, що найчастіше учасниками місцевих зібрань є найбідніші мешканці та члени бразильської Робітничої партії та союзних їй організацій. Трапляється також так, що влада хоч і погоджується з постановами делегатів, але потім не застосовує їх на практиці, що також може ставити під сумнів результати досліджень на тему успіхів в імплементації нової форми участі громадян у громадському житті. Почавши від 2005 р., лівоцентристські власті міста Порту-Алегрі намагаються обмежити участь пересічних мешканців у процесі ухвалення рішень через централізацію управління, що веде до конфліктів по лінії «органи самоврядування — форуми делегатів».

## Партиципаторний бюджет у світі
У цілому в Латинській Америці, Європі, США та Китаї така практика охоплює понад 250 міст. З муніципального бюджету може виділятись від 1 до 30 % на реалізацію проєктів, запропонованих громадянами.
У Європі проєкт підхопили деякі муніципалітети Франції, Італії, Німеччині, Іспанії та Великої Британії, зокрема, дільниці Берліна (Кройцберґ / Kreuzberg) і Лондона (Ледівелл / Ladywell). У Польщі від 2013 року інструмент партиципаторного бюджету використовується у Кракові. Також ПБ є дуже популярним способом передання влади мешканцям у містах Канади.

## Ресурси Інтернет
- Participatory Budgeting Project (англ.)
- Партиципаторний бюджет у світі (пол.)
- Парципаторний бюджет у Торонто [Архівовано 4 березня 2016 у Wayback Machine.] (англ.)
- Парципаторний бюджет у Польщі // Сайт Міністерства адміністрації та цифрізації (пол.)
- partycypacjaobywatelska.pl [Архівовано 13 березня 2013 у Wayback Machine.] (пол.)
- Пол Ґінсборг. Популізм, співучасть, демократія // El País, 22.05.2010 (укр.)